# Pont de Saint-Edgar
Le pont de Saint-Edgar est un pont couvert situé près du hameau de Saint-Edgar à New Richmond au Québec (Canada) qui franchit la Petite rivière Cascapédia. Ce pont de 88,4 m a été construit en 1938. Il a été cité immeuble patrimonial en 2003 par la Ville de New Richmond et classé immeuble patrimonial en 2009 par le ministère de la Culture et des Communications. Le pont tire son nom du curé Joseph-Edgar Miville, sous la supervision duquel il a été construit.